# Quebrada de Quisma
La quebrada de Quisma es curso natural de agua que nace en las estribaciones occidentales de los Altos de Pica y fluye hacia el oeste en la Región de Tarapacá hasta sumirse en la pampa del Tamarugal. Es uno de los siete ríos que se sumen en la pampa del Tamarugal.

## Trayecto
La quebrada de Quisma nace en La Masada o Altos de Pica a más de 4200 m s. n. m., que es parte del divortium aquarum que la separa de la cuenca del salar de Huasco, y se dirige hacia el SO para luego girar derechamente hacia el O, atravesar el valle de Chintaguay y desembocar 2 o 3 km al sur del poblado de Matilla. En total tiene una longitud de 62 km.
Según Luis Risopatrón habría un salto de 50 m en el trayecto de la quebrada.: 745 

## Caudal y régimen
El caudal de la quebrada de Quisma más las vertientes de Pica tiene un gasto total de 70 l/s y su agua es de buena calidad.: 79 

## Historia
La mitad de las aguas de la quebrada fueron desviadas por cañería para abastecer de agua potable a la ciudad de Iquique hasta que se secó la otra mitad que se había reservado para la agricultura en Matilla. Desde entonces se reservó todo el caudal para Iquique. La agricultura de Pica se sostiene con aguas de vertientes locales y varios kilómetros de galerías y socavones hechos por el hombre bajo y en los alrededores del pueblo, que, junto al clima benigno de la zona, ha permitido la ocupación de la zona desde la prehistoria, de lo cual dan cuenta numerosos cementerios indígenas.: 73 
Francisco Solano Asta-Buruaga y Cienfuegos escribió en 1899 en su obra póstuma Diccionario Geográfico de la República de Chile sobre el lugar:
Quisma.-—Aldea de unos 200 habitantes situada en el departamento de Tarapacá en un pequeño valle de la serranía próxima á Tirana.
Luis Risopatrón lo describe en su Diccionario Jeográfico de Chile (1924):: 745 
Quisma (Quebrada de). Corre hácia el W, ofrece un salto de 50 m de altura i desemboca en la Pampa del Tamarugal, al S del caserío de Matilla; puede estimarse en 100 hectáreas la parte cultivada de la quebrada, con inclusión de los sembríos de Matilla.